# Simone Petilli
Simone Petilli, né le 4 mai 1993 à Bellano est un coureur cycliste italien, membre de l'équipe Intermarché-Circus-Wanty.

## Biographie
Simone Petilli né le 4 mai 1993 à Bellano en Italie.
En 2011, il termine deuxième du Trofeo San Rocco et troisième du Tre Ciclistica Bresciana. L'année suivante, il entre dans l'équipe Delio Gallina, qui devient Delio Gallina Colosio Eurofeed en 2013. En 2014, il court pour l'équipe Area Zero. En 2015, passé chez Unieuro Wilier, il remporte la première étape et le classement général de la Ronde de l'Isard d'Ariège, et termine deuxième du Trophée Edil C et troisième du Grand Prix Laguna.
Au mois d'août 2017, il prolonge de deux ans le contrat qui le lie à son employeur.
En août 2019, il est annoncé dans l'équipe Wanty-Gobert pour la saison suivante.
Il est sélectionné pour le Tour d'Espagne 2023 en remplacement de Gerben Thijssen, contraint au forfait à la veille du départ après avoir été testé positif au SARS-CoV-2. Son équipe annonce au cours de la troisième semaine de l'épreuve la prolongation de son contrat jusqu'en fin d'année 2025.

## Palmarès et classements mondiaux

### Palmarès sur route
- 2011[1]
  - 2e du Trofeo San Rocco
  - 3e du Tre Ciclistica Bresciana
- 2013
  - 2e de la Coppa Messapica
  - 2e de la Targa Crocifisso
- 2015
  - Ronde de l'Isard d'Ariège :
    - Classement général
    - 1re étape

  - 2e du Trophée Edil C
  - 3e du Grand Prix Laguna
  - 3e du Giro del Medio Brenta
  - 3e du Tour de la Vallée d'Aoste
- 2022
  - 9e des Strade Bianche

### Résultats sur les grands tours

#### Tour d'Italie
5 participations
- 2016 : 77e
- 2017 : 26e
- 2021 : 44e
- 2023 : abandon (10e étape)
- 2025 : 60e

#### Tour d'Espagne
4 participations
- 2018 : abandon (10e étape)
- 2021 : 29e
- 2023 : 58e
- 2024 : 90e

### Classements mondiaux
| Année                                 | 2012 | 2013 | 2014 | 2015 | 2016 | 2017  | 2018  | 2019 | 2020 | 2021 | 2022 | 2023 | 2024  |
| ------------------------------------- | ---- | ---- | ---- | ---- | ---- | ----- | ----- | ---- | ---- | ---- | ---- | ---- | ----- |
| UCI World Tour                        |      |      |      |      | nc   | 224e  | 402e  |      |      |      |      |      |       |
| Classement mondial                    |      |      |      |      | 559e | 603e  | 1270e | 624e | 525e | 456e | 605e | 544e | 1711e |
| UCI Europe Tour                       | 815e | 476e | 934e | 53e  | 495e | 1024e | 832e  | 469e | 429e | 374e | 468e | nc   | nc    |
| UCI Asia Tour                         | nc   | nc   | nc   | nc   | 383e | nc    | nc    |      |      |      |      |      |       |
| UCI America Tour                      | nc   | nc   | nc   | nc   | nc   | 132e  | nc    |      |      |      |      |      |       |
|                                       |      |      |      |      |      |       |       |      |      |      |      |      |       |
| Légende : nc = non classéSource : UCI |      |      |      |      |      |       |       |      |      |      |      |      |       |